# Ponthieva hameri
Ponthieva hameri là một loài thực vật có hoa trong họ Lan. Loài này được Dressler miêu tả khoa học đầu tiên năm 1998.